# Clavaleyres

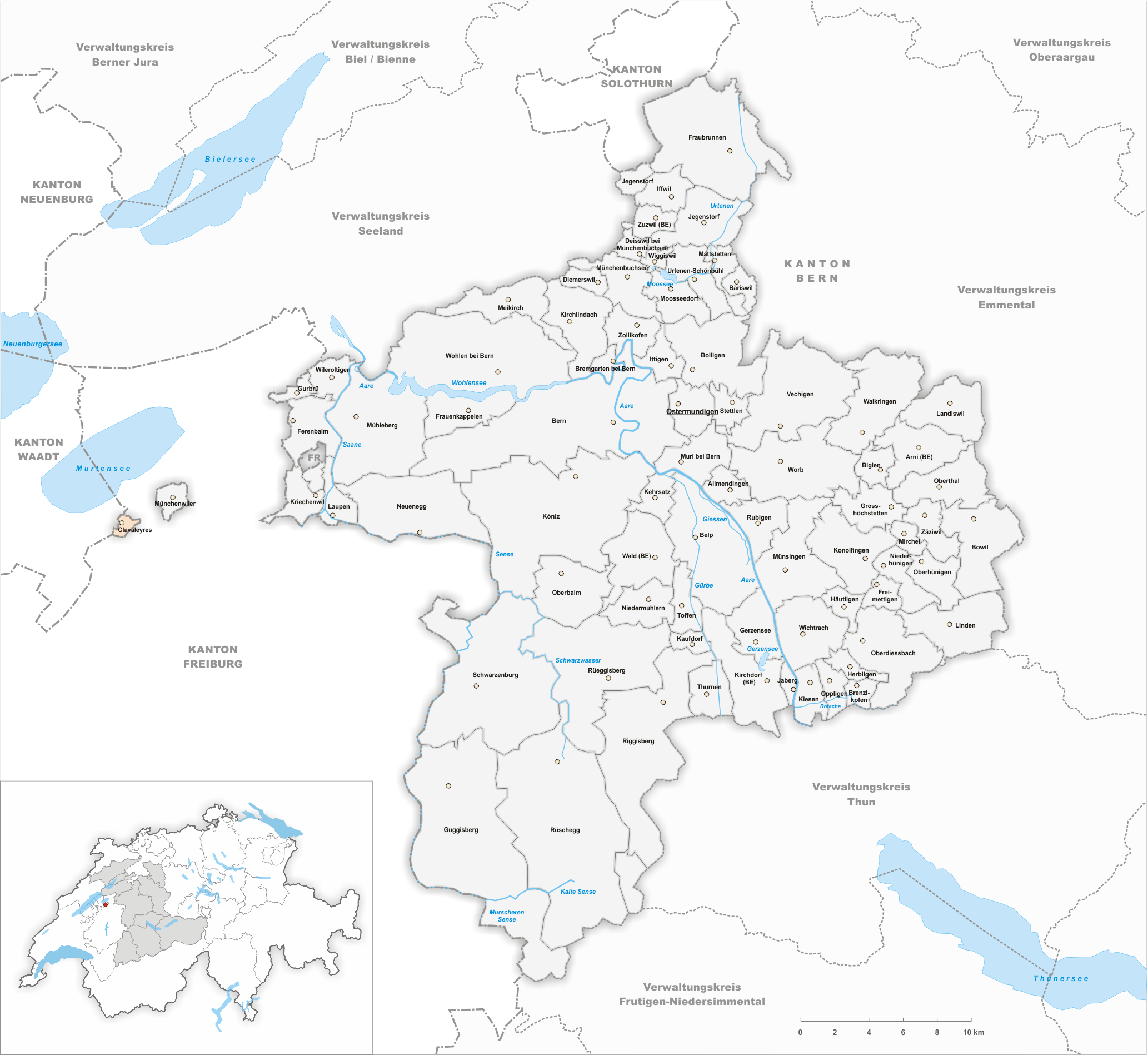
Gemeindestand vor der Fusion am 1. Januar 2022

Clavaleyres ist ein Ort in der Gemeinde Murten im Schweizer Kanton Freiburg.
Die bis Ende 2021 selbständige Gemeinde, die eine bernische Exklave (1 km²) im Grenzgebiet der Kantone Freiburg und Waadt bildete und lediglich 51 Einwohner zählte, fusionierte am 1. Januar 2022 gleichzeitig mit den Gemeinden Gempenach und Galmiz mit der Gemeinde Murten. Dadurch wechselte der Ort vom Kanton Bern zum Kanton Freiburg.

## Geschichte
Funde von Bronzeringen lassen auf eine Besiedlung während der Latènezeit schliessen. Während der Römerzeit bestand ein Gutshof, der die nahe gelegene Stadt Aventicum versorgte. Im Mittelalter gehörte Clavaleyres zur Herrschaft des Cluniazenser-Priorats Münchenwiler. 1484 wurde das Priorat Münchenwiler mit einer päpstlichen Bulle aufgelöst und dem St. Vinzenzenstift des Berner Münsters einverleibt, wodurch auch Clavaleyres an Bern gelangte. Der Ort selbst wird jedoch erst 1495 als Klavalery erstmals in einer Quelle erwähnt.
Die definitive Loslösung von Murten geschah 1527, als alle Gerichtshändel in Bern (Biberen) auszutragen waren. 1530, kurz nach der Einführung des reformierten Glaubens, wurde die säkularisierte Herrschaft Münchenwiler (und damit auch Clavaleyres) bernischer Staatsbesitz. 1535 verkaufte Bern die Herrschaft an seinen Schultheissen Hans Jacob von Wattenwyl, und 1586 wurde auch die Aussenbesitzung Clavaleyres verkauft. 1620 wurde sie vom damaligen Herrschaftsherrn Markus Morlot erworben. Der Sprachwechsel von Frankoprovenzalisch zu Deutsch fand im 18. Jahrhundert statt.
Von 1668 bis 1932 gehörte die Herrschaft der Berner Familie von Graffenried. 1798, nach dem Einmarsch der Franzosen, wurden Münchenwiler und Clavaleyres zusammen mit dem umgebenden Murtenbiet dem Kanton Freiburg zugeschlagen. In der Mediationszeit (ab 1803) versuchte Bern, die alten Eigentumsverhältnisse wiederherzustellen, was die eidgenössische Tagsatzung bis 1807 beschäftigte. Aufgrund eines Schiedsspruchs des eidgenössischen Syndikats kamen die beiden Dörfer im Dezember 1807 zu Bern zurück, wo sie als selbständige Gemeinden dem Amtsbezirk Laupen (ab 2010 Verwaltungsregion Bern-Mittelland) einverleibt wurden.
Im Jahr 2006 stellte Clavaleyres den Antrag auf eine Fusion mit der Schwesterexklave Münchenwiler, was deren Gemeindeversammlung im Mai 2008 jedoch ablehnte. Seither bestanden Kontakte mit der freiburgischen Gemeinde Murten, die die kleine Gemeinde aufnehmen wollte. 2015 waren die Kantonsregierungen von Bern und Freiburg bereit, die entsprechenden Fusionsverhandlungen aufzunehmen. Drei Jahre später stimmte der freiburgische Grosse Rat einem Gesetz zu, das der Gemeinde Clavaleyres einen Kantonswechsel von Bern nach Freiburg ermöglichte.
In zwei Volksabstimmungen am 23. September 2018 stimmten beide Gemeinden der Fusion zu. Gemäss Art. 53 Abs. 3 der Bundesverfassung musste ein Kantonswechsel von den Kantonsparlamenten und den Stimmberechtigten beider Kantone sowie von der Bundesversammlung genehmigt werden. Am 9. Februar 2020 stimmte das Volk beider Kantone dem Anliegen zu. Mit Botschaft vom 11. September 2020 beantragte der Bundesrat der Bundesversammlung, den Kantonswechsel zu genehmigen, worauf Nationalrat und Ständerat am 18. Dezember 2020 dem «Bundesbeschluss über die Genehmigung einer Gebietsveränderung zwischen den Kantonen Bern und Freiburg (Kantonswechsel der bernischen Gemeinde Clavaleyres)» zustimmten. Im Mai 2021 besiegelten die Regierungen der Kantone Bern und Freiburg den Kantonswechsel mit der Unterzeichnung einer Vereinbarung. Der Übertritt zum Kanton Freiburg als Teil der Gemeinde Murten erfolgte per 1. Januar 2022. Die 2 Dreikantoneecks an der nördlichen und östlichen Gemeindegrenze wurden damit zu ehemaligen.

## Politik
Clavaleyres wird im Wahlarchiv des Kantons Bern gemeinsam mit seiner Nachbargemeinde Münchenwiler erfasst.
Die Wähleranteile der Parteien anlässlich der Nationalratswahlen 2019 betrugen in beiden Gemeinden zusammen: SVP 47,1 %, SP 11 %, FDP 9 %, Grüne 8,7 %, BDP 6,8 %, EDU 3,2 %, glp 3,1 %, EVP 1,7 %, JG 1,3 %, CVP 0,7 %.

## Wappen
Blasonierung: In Rot aus rechtem Schildrand schwarze Bärentatze wachsend, goldenen Schlüssel haltend.

## Bilder

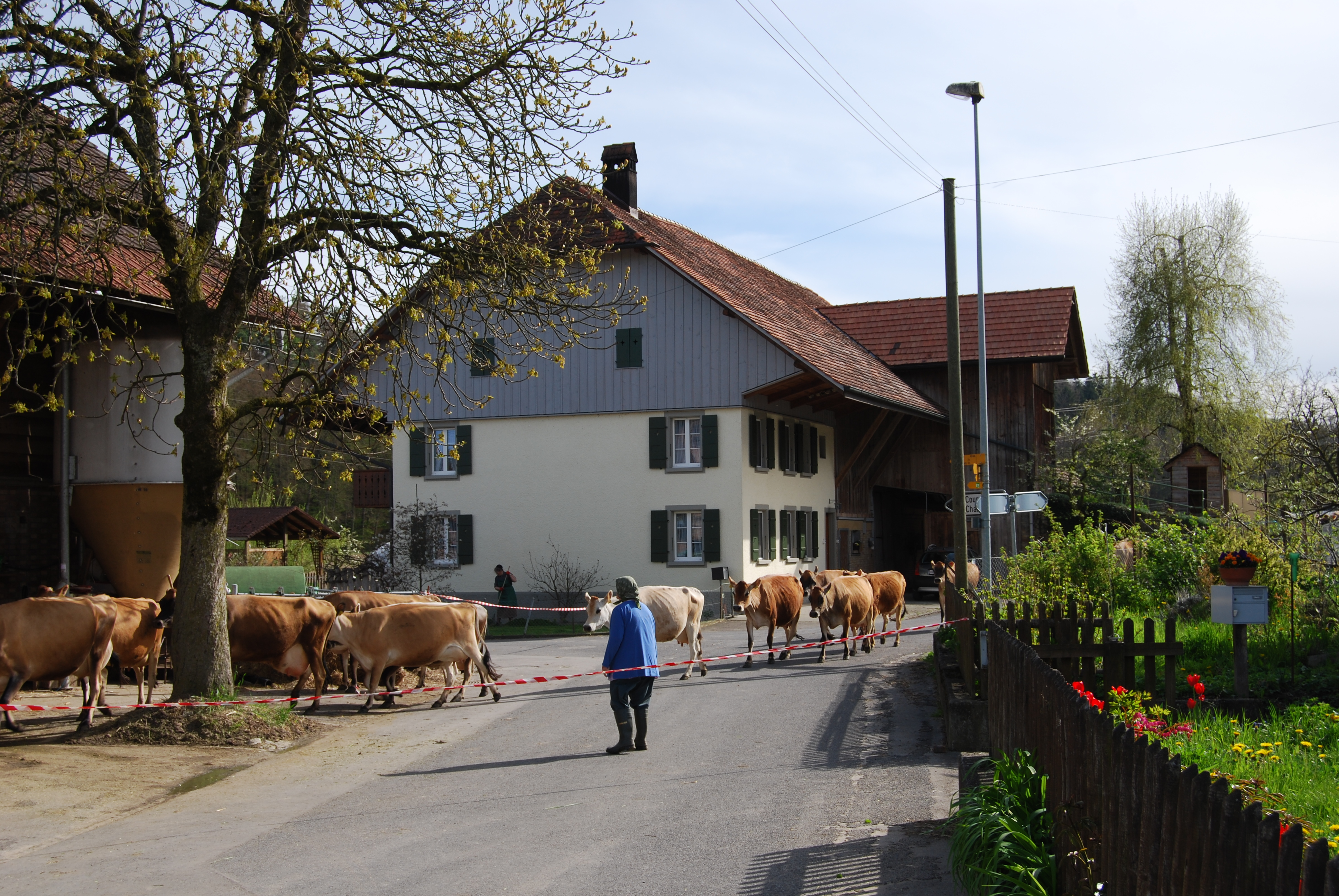
Kuhverkehr in Clavaleyres
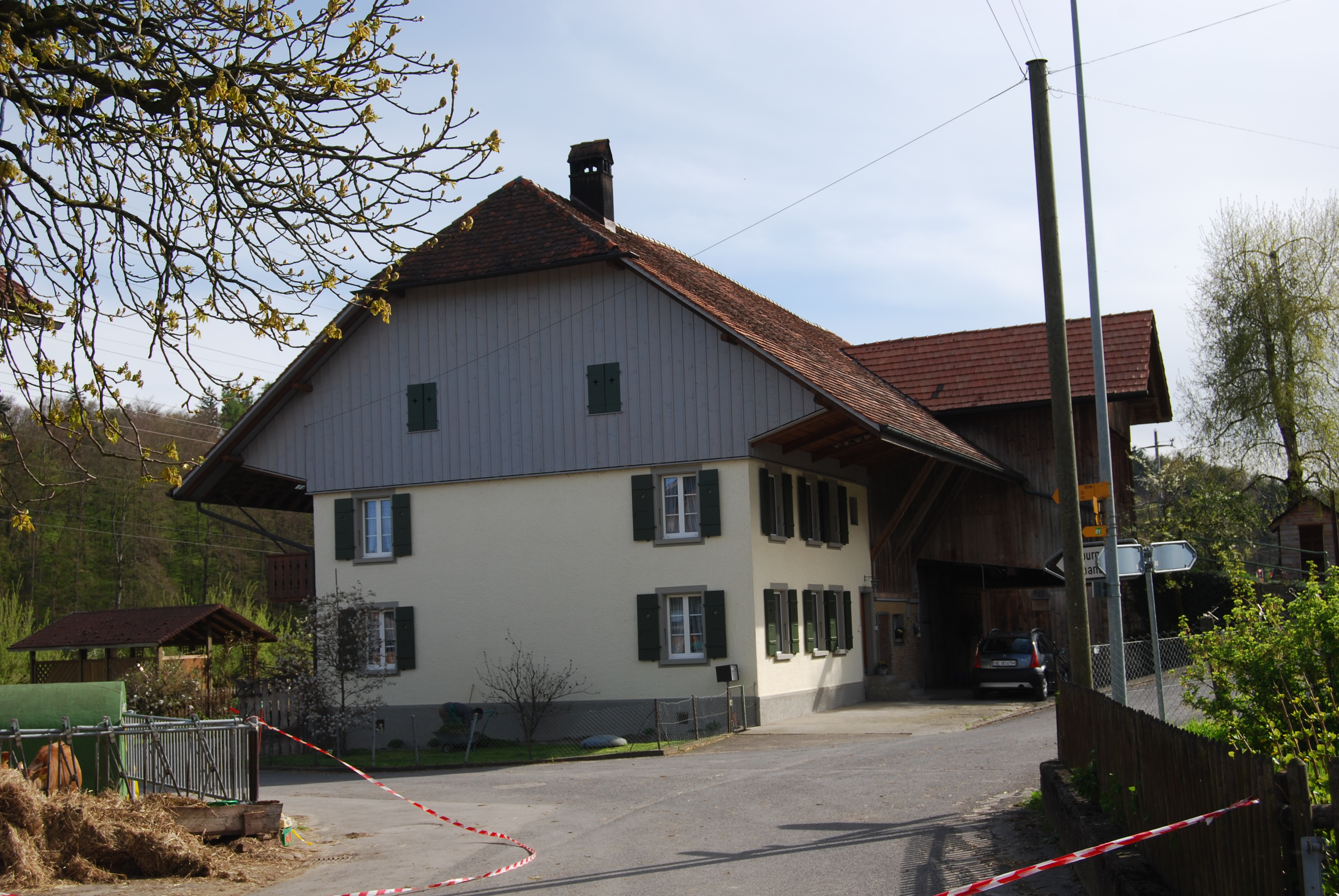
Bauernhaus in Clavaleyres
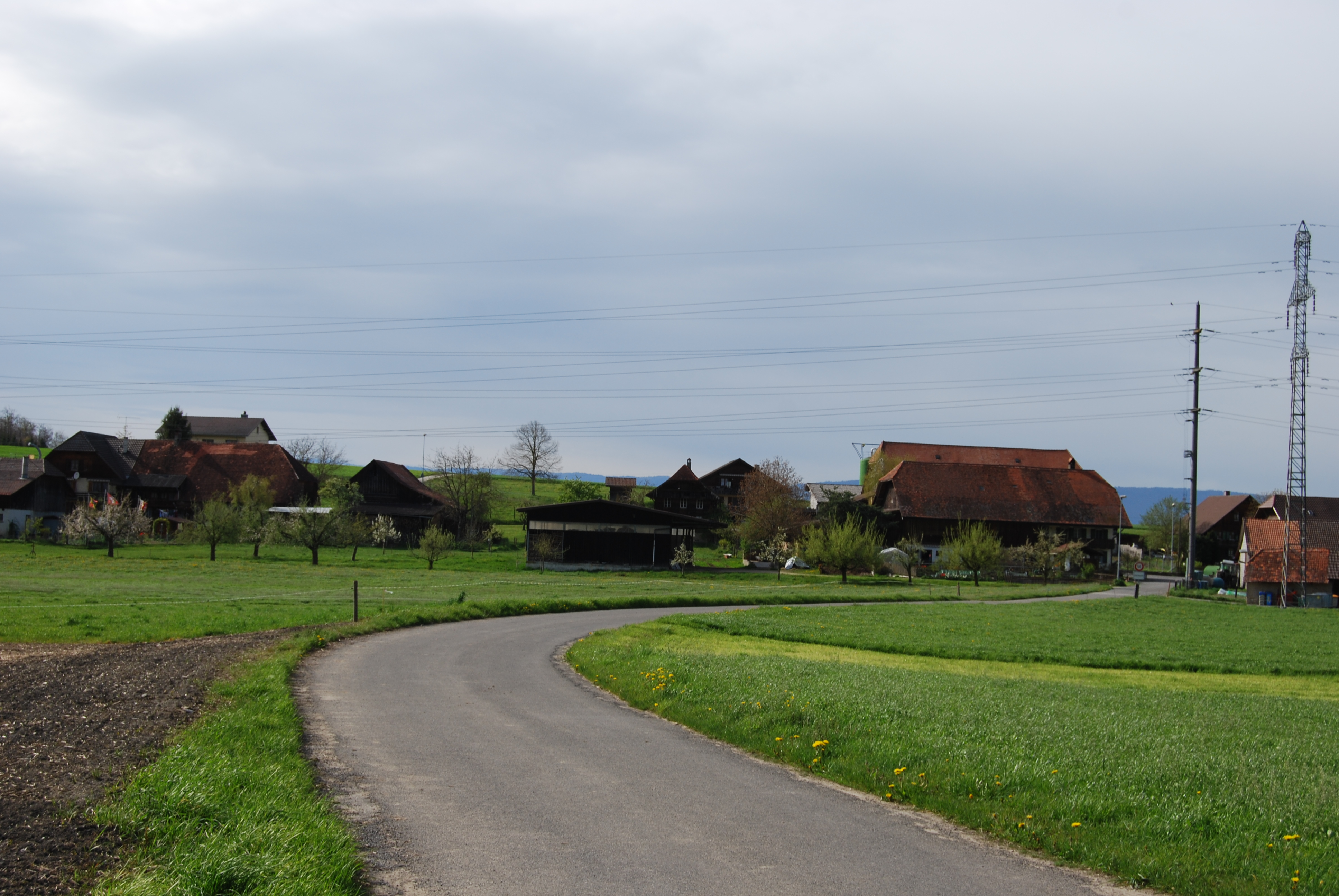
Sicht auf das Dorf von Süden
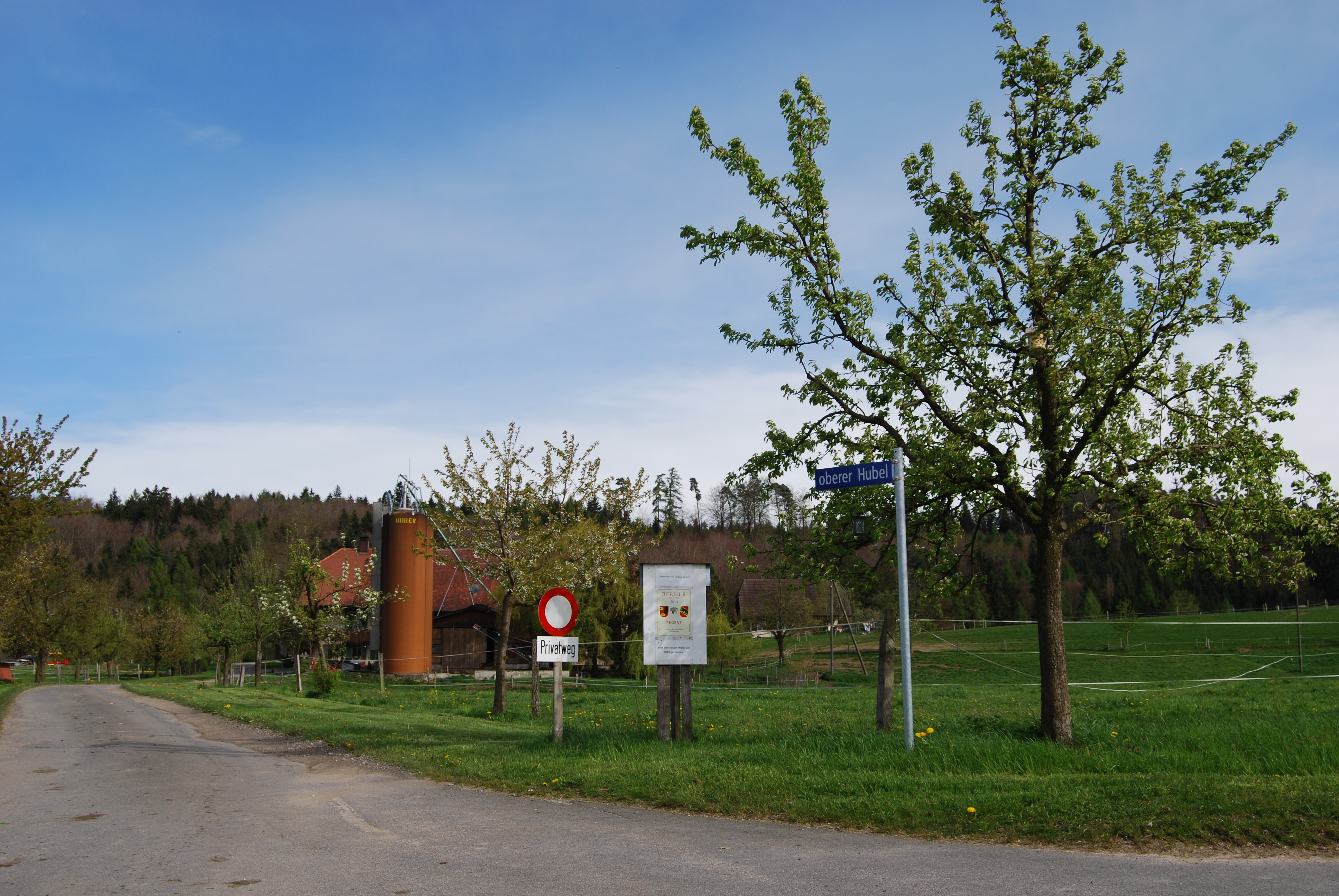
Oberer Hubel